# Al-Islam
Al-Islam – kwartalnik (początkowo miesięcznik) wydawany od roku 1976 przez Stowarzyszenie Jedności Muzułmańskiej w Polsce.
Redaktorzy naczelni kwartalnika: Mahmud Taha Żuk w latach 1976–1995; Rafał (Ahmed) Berger od roku 1995 do roku 2006, Tareq Salik od roku 2006 do chwili obecnej.